# Иммуноглобулины E

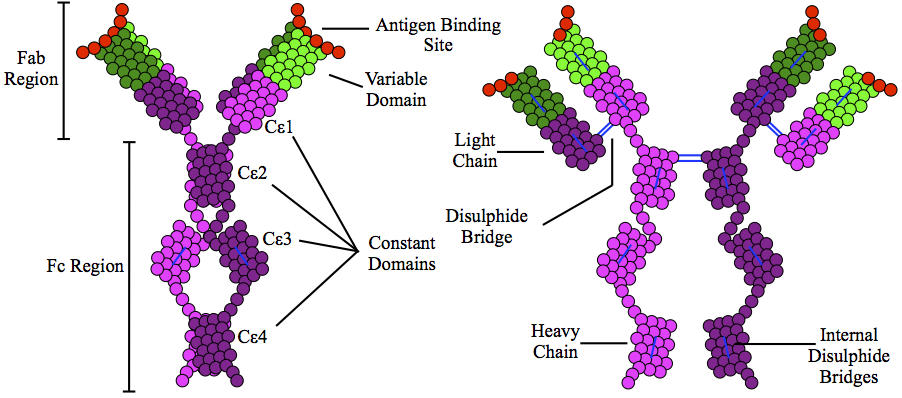
Строение иммуноглобулина E. Отмечены регионы Fab и Fc, антиген-связывающий участок, вариабельный домен, константные домены, лёгкие и тяжёлые цепи, дисульфидные связи

Иммуноглобули́ны E (IgE) — класс антител, имеющийся только у млекопитающих. Молекула IgE состоит из двух тяжёлых цепей (ε-цепи) и двух лёгких цепей κ- или λ-типов. Содержание IgE в плазме крови очень мало, а их основная роль заключается в развитии аллергических реакций, кроме того, они участвуют в иммунном ответе на паразитов, таких как гельминты.

## История изучения

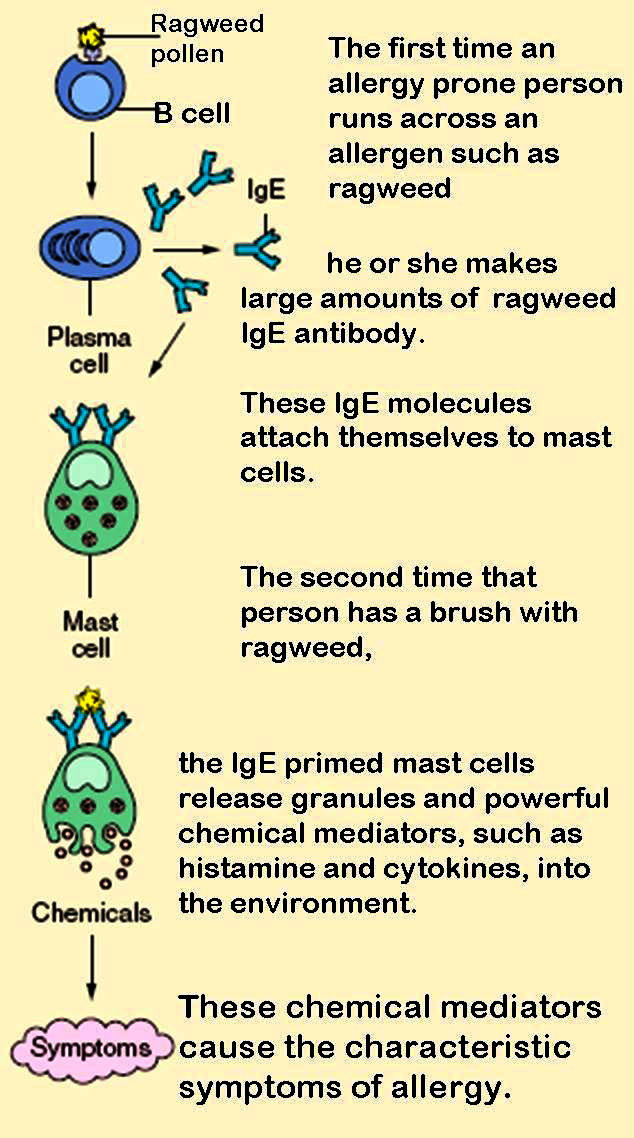
Схема развития аллергической реакции. Когда в организм человека впервые попадает антиген, например, пыльца, плазматические клетки начинают вырабатывать IgE. Молекулы IgE связываются с тучными клетками. При повторном столкновении с антигеном тучные клетки, связанные с IgE в комплексе с антигеном, начинают вырабатывать гистамин и цитокины во внеклеточную среду. Эти вещества и вызывают симптомы аллергии

IgE были независимо открыты в 1966 и 1967 годах двумя исследовательскими группами из США (Кимисигэ Исидзака и его жена Тэруко Исидзака) и Швеции (С. Г. О. Йоханссон и Ханс Бенних). В 1969 году они опубликовали совместную статью, сообщающую об открытии нового класса антител.

## Структура
Молекула IgE представляет собой мономерный белок с молекулярной массой около 190 кДа. В его состав входят две тяжёлые ε-цепи и две лёгкие цепи κ- или λ-типов. Тяжёлая ε-цепь включает пять доменов: один вариабельный (Vε) и четыре константных, обозначаемых Cε1, Cε2, Cε3 и Cε4. IgE — самый малочисленный класс антител: их доля составляет 0,05 % от всех молекул антител крови (против, к примеру, 75 %, приходящихся на иммуноглобулины G). Однако при развитии аллергических реакций их удельный вес является доминирующим.

## Функции
IgE играют ключевую роль в развитии реакций гиперчувствительности I типа и, следовательно, разнообразных проявлениях аллергии: аллергической астме, большинстве типов синуситов, аллергическом рините, пищевой аллергии, специфических видах хронической крапивницы, а также атопического дерматита. IgE также задействованы в ответе на аллергены, таких как анафилактические препараты, пчелиный яд и антигены, используемые при десенсибилизирующей иммунотерапии. Fc-участки молекул IgE взаимодействуют со специальными рецепторами на тучных клетках и базофилах. После связи IgE с аллергеном тучные клетки начинают секрецию гистамина, лейкотриенов и некоторых интерлейкинов, что и приводит к развитию аллергических реакций.
Действие IgE, связанных с базофилами и тучными клетками, направлено не только против аллергенов, но также некоторых бактериальных агентов и паразитов, таких как гельминты. Уровень IgE в крови повышается при заражении такими паразитами, как Schistosoma mansoni, Trichinella spiralis, Necator americanus, различные нематоды и печёночная двуустка (Fasciola hepatica). IgE участвуют и в иммунном ответе против некоторых паразитов-протистов, таких как Plasmodium falciparum. IgE могут играть важную роль в распознавании иммунной системой раковых клеток, хотя их возможная роль в этом процессе плохо изучена.

## Клиническое значение
У людей, предрасположенных к развитию реакций гиперчувствительности, уровень IgE в крови может в десять раз превышать значения в норме, как, например, у пациентов с синдромом гипериммуноглобулина E (содержание IgE в крови здорового взрослого человека находится в пределах от 0 до 100 килоединиц на литр). Однако самой по себе повышенной концентрации IgE может быть недостаточно для появления симптомов, а у многих астматиков уровень IgE в крови находится в норме. IgE участвуют в развитии разнообразных аллергических реакций и могут быть задействованы в возникновении анафилаксии. Определение концентрации IgE лежит в основе аллергологического тестирования.
Уровень IgE в плазме крови повышен при многих аутоиммунных заболеваниях, таких как системная красная волчанка, ревматоидный артрит и псориаз.